# سمية الجويني
سمية الجويني ولدت في (9 اذار 1983 ) في تونس ممثلة تونسية واعدة تعتني جيدا باختيار افلامها . برزت في فيلم بلد البنات وتألقت في فيلم ورقة شفرة كما سبق لها المشاركة في برنامج اكتشاف المواهب ستار أكاديمي بموسمه الأول .

## الأعمال
- هليوبوليس: 2010 - ريم
- الحارة: 2010
- ورقة شفرة: 2008 - سيرين
- بلد البنات (فيلم): 2008 - نيهال
- الفراغ القاتل: 2007 - ليلى
- نقطة رجوع (فيلم): 2007 - نانسي السكرتيرة
- في محطة مصر (فيلم): 2006 - يمنى صديقة ملك
- أحلامنا الحلوة: 2005
- من بعد طول العشرة: 1996 - مشاركة في الرقص واللوحات الاستعراضية
- ستار أكاديمي 1: 2003- مشتركة

## روابط خارجية
- سمية الجويني على موقع IMDb (الإنجليزية)
- سمية الجويني على موقع قاعدة بيانات الأفلام العربية
- سمية الجويني على موقع قاعدة بيانات الفيلم (الإنجليزية)